# 1984. (TV drama, 1953.)
1984. je bila američka televizijska drama temeljena na istoimenom romanu Georgea Orwella, emitirana 21. rujna 1953. na programu TV-mreže CBS u okviru televizijske antologije Studio One. Režirao ju je Paul Nickell, a producirao Felix Jackson. U njoj je ulogu Winstona Smitha tumačio Eddie Albert, ulogu Julije Norma Crane, a Lorne Greene tumačio je ulogu O'Briena.
Zbog trajanja od 50 minuta, radnja je drame značajno skraćena u odnosu na radnju romana, a liku Emmanuela Goldsteina ime je promijenjeno u Cassandra. Tekst drame napisao je William Templeton, koji će tri godine poslije napisati scenarij za filmsku verziju.
Snimka drame sačuvana je te je od 2008. dostupna na tržištu DVD-a.  

## Uloge
- Eddie Albert ... Winston Smith
- Norma Crane ... Julia
- Lorne Greene ... O'Brien
- Noel Leslie ... Charrington
- Truman Smith ... Parsons
- Midge Donaldson ... ženski glas s telekrana
- Robert Culp ... muški glas s telekrana
- Victor Thorley ... Cassandra
- Peter A. Ostroff ... Syme
- Janice Mars ... pjevačica
- Susan Halloran ... Selia
- Fred Scollay ... čovjek u ćeliji
- Vincent Vanlynn ... zatvorski čuvar
- Don Hollenbeck ... narator

## Vanjske poveznice
- podaci s IMDB-a